# Mathijs Deen

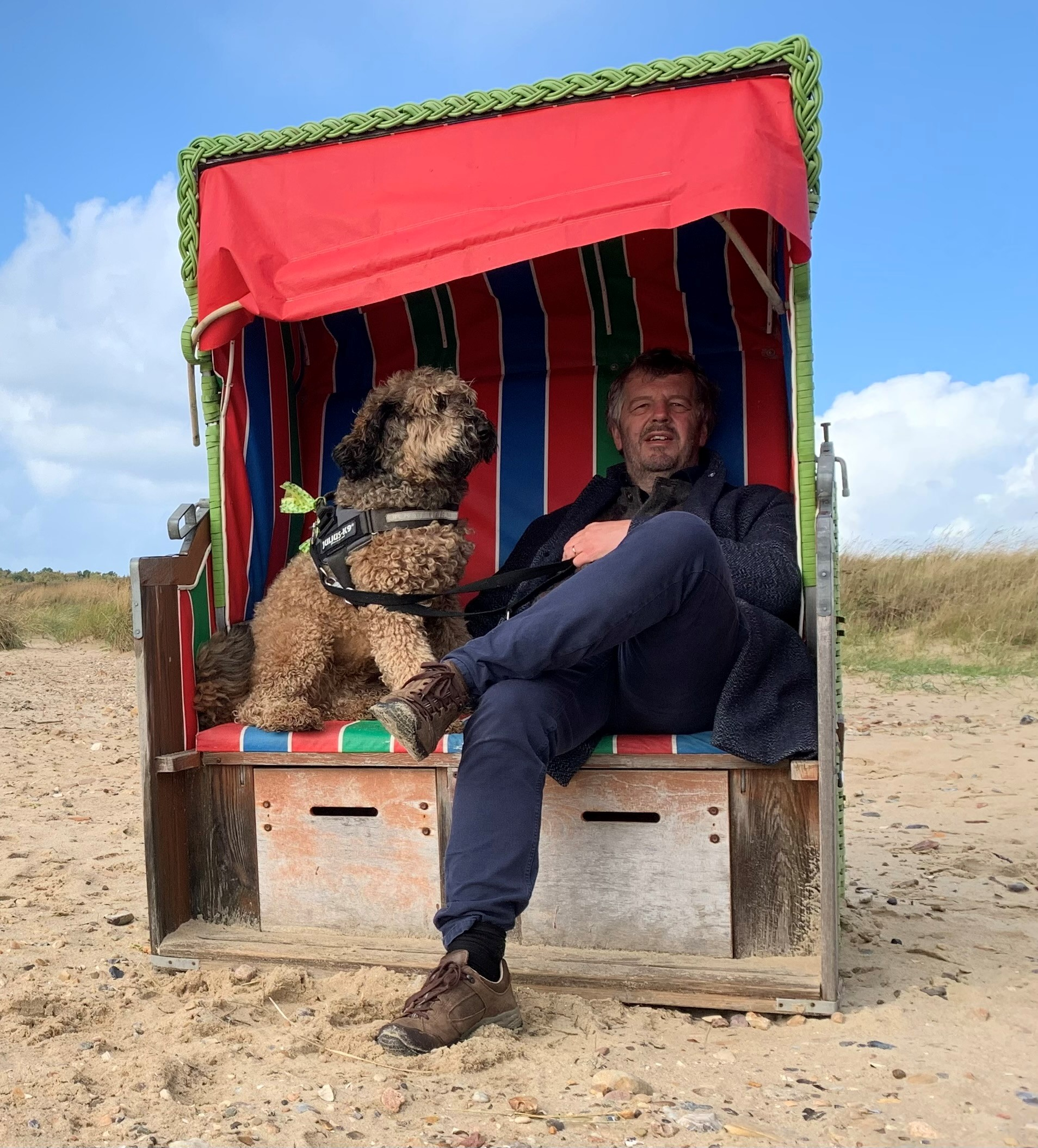
Mathijs Deen in 2021

Mathijs Deen (Hengelo, 14 september 1962) is een Nederlandse schrijver, radiomaker en voorlezer van luisterboeken. Hij publiceerde fictie, literaire (non-)fictie en krimis.

## Opleiding en werk
Deen studeerde Nederlandse Taal- en Letterkunde aan de Rijksuniversiteit Groningen. Na zijn studie gaf hij daar vier jaar lang taalvaardigheidsvakken voor de vakgroep Taalbeheersing. Intussen leerde hij als redacteur/verslaggever radio maken bij Radio Noord. Uitgeverij Passage gaf zijn eerste boeken uit, waaronder Moeder Doen (1997), dat later bij uitgeverij Thomas Rap in licht bewerkte vorm zou verschijnen onder de titel Onder de Mensen (2016).  
In 2003 werd Mathijs Deen redactielid, presentator en documentairemaker bij het VPRO radioprogramma OVT.  
In de herfst van 2021 was Mathijs Deen gastschrijver bij de Rijksuniversiteit Groningen.

## Nominaties en prijzen
- Brutus heeft Honger werd opgenomen in de tiplijst van de AKO literatuurprijs.
- De Wadden werd genomineerd voor de Jan Wolkers Prijs.[2]
- Over Oude Wegen werd genomineerd voor de Bob den Uyl prijs.[3]
- Voor Over Oude Wegen ontving Deen in 2018 de Halewijnprijs.[4]
- Zijn documentaire Shakespeares Vluchtelingen kreeg in 2017 een speciale vermelding van de Stichting Nipkow.[5]
- De Hollander stond in 2023 op de shortlist voor de Gouden Strop.
- La Nave Faro is door de havenautoriteiten van Livorno bekroond vanwege zijn verdienste als verspreider van kennis over de zeevaart.
- De Duiker won in 2024 de Gouden Strop.

## Bestseller 60
| Boeken met noteringen in de Nederlandse Bestseller 60 | Jaar van verschijnen | Datum van binnenkomst | Hoogste positie | Aantal weken | Opmerkingen |
| ----------------------------------------------------- | -------------------- | --------------------- | --------------- | ------------ | ----------- |
| De Hollander                                          | 2022                 | 20-07-2022            | 59              | 1            |             |
| De duiker                                             | 2023                 | 24-05-2023            | 43              | 5            |             |
| De redder                                             | 2024                 | 01-05-2024            | 24              | 7            |             |
| De loods                                              | 2025                 | 14-05-2025            | 16              | 8            |             |